# Mansonia diatomanthera
Mansonia diatomanthera är en malvaväxtart som beskrevs av John Patrick Micklethwait Brenan. Mansonia diatomanthera ingår i släktet Mansonia och familjen malvaväxter. Inga underarter finns listade i Catalogue of Life.